# 乾留液

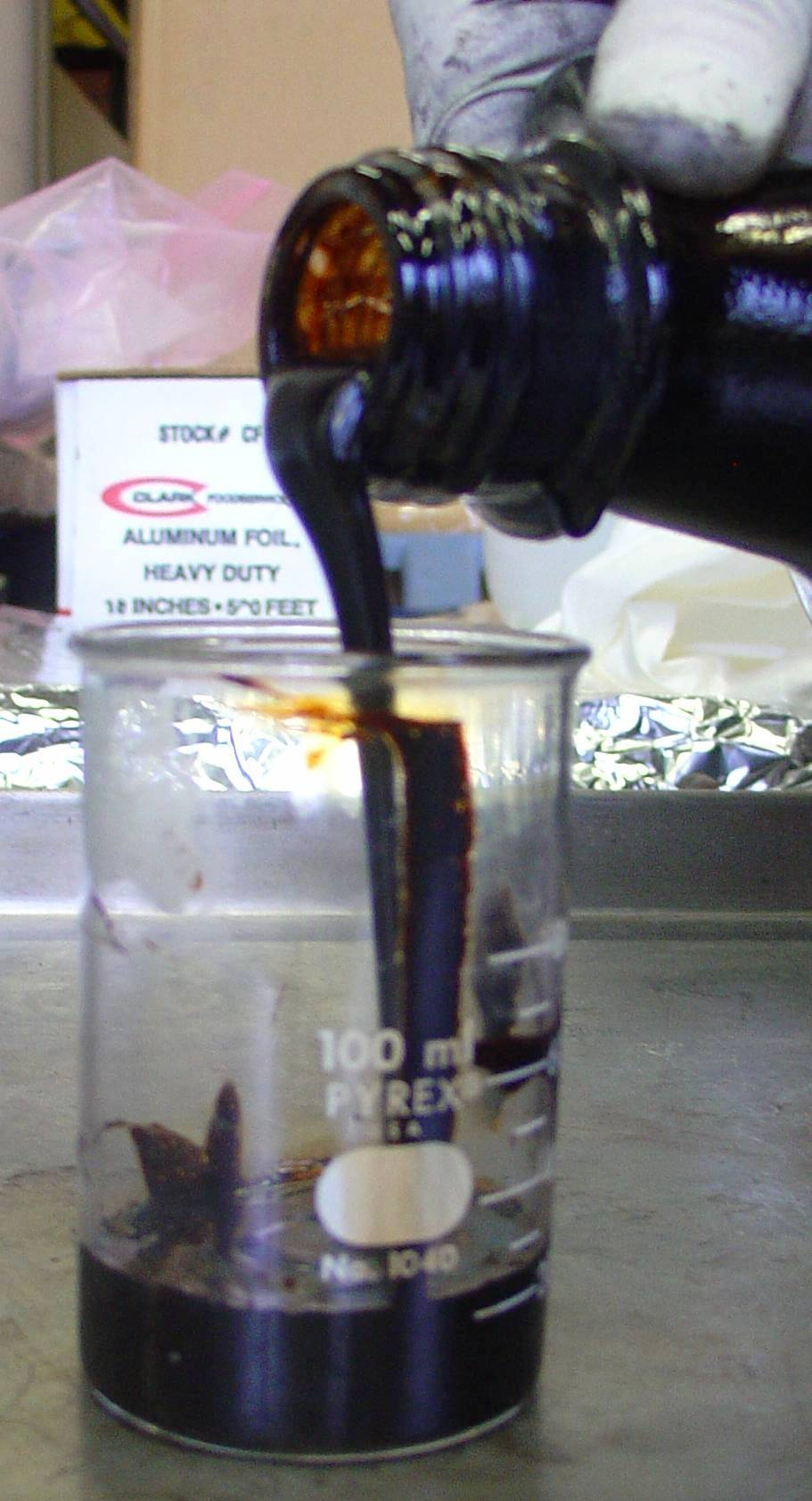
電子レンジで加熱することでトウモロコシの芯からでもタールを作り出すことができる。このプロセスは、熱分解として知られている。

乾留液（かんりゅうえき）、タール（爹児、英: tar、独: Teer）は、有機物質の熱分解によって得られる、粘り気のある黒から褐色の油状の液体である。大部分のタールは石炭からコークスを生産する際の副産物として産出されるが、石油、泥炭又は木材その他の植物から作り出すこともできる。

## 種類

### コールタール
英語とフランス語では、「タール」は主に石炭に由来する物質のことである。タールは、以前はガス製造所の製品のうちの1つであった。石炭又は石油から作られるタールは、そのベンゼン含有量の高さから有毒で発癌性があるとされているが、低濃縮のコールタールが外用薬として使われることがある。石炭と石油のタールは、刺激臭を持つ。

### 木タール
北ヨーロッパでは、「タール」は主に樹木に由来する物質のことであり、木炭を作るために木材を加熱すること（あるいは乾留）によって得られる抽出物のうち水蒸気が冷えて水状となった上澄み部分（いわゆる木酢液）を除いた油状の部分で、これを石炭由来のものと区別するために木タールという。松材の木タールを精製するとテレビン油が得られる。フィンランドでは、カバノキの樹皮を用いてトコッティ (tokotti) と呼ばれる水分を含まない純粋な木タールが作られる。（落葉樹木の木酢液からはメタノール（木精）が得られる。）
木タールは独特の香りを持ち、殺菌作用がある。精製して木クレオソートを得られるほか、北欧ではキャンディやその他の食品の調味料の添加物としても使われる。

## 用途

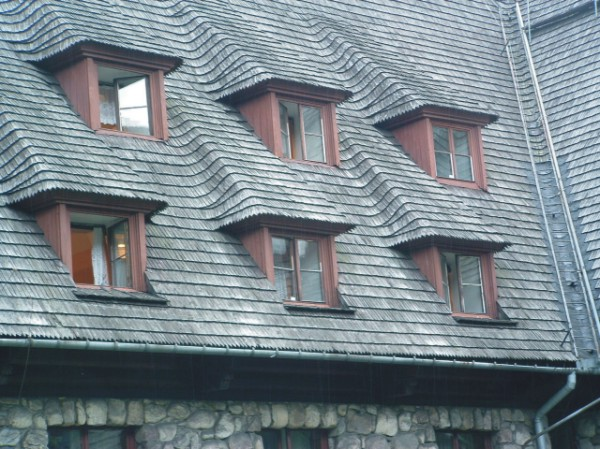
板葺き屋根の例

### コールタール
タールは、最初の舗装道路であった「タールマック」に不可欠な材料であった。
タールと亜麻仁油ワニスを混ぜ合わせることでタール・ペンキを作ることができる。タール・ペンキは透き通った褐色がかった色をしており、木にしみ込ませて丈夫にし、木材を風雨から保護するのに用いる。タール・ペンキは様々な顔料で色をつけることもできるが、透き通るような色を生じて、木目を保つのが特徴である。ペンキのような特性があるため、乾いていないタールに直接皮膚が触れないように注意しなければならない。ペンキ用シンナーで汚れを落とすことは可能ではあるが、乾いてしまったタール・ペンキの汚れは厄介である。
タールは乾癬皮膚病の治療にも使われ、かつてはコールタールが最も効果的であるとされたが、現在は光線治療や内服など多くの治療法が開発されつつあることと、発がん性の問題もあり、成分をより安全なものへ調整して利用されており、また分野によってはさらに安全な木タールへの移行もおこなわれている。また、タールは、一般的な殺菌剤でもあり、石油タールが紀元前1000年頃の古代エジプトのミイラ製作でも使われた。
なお、コールタールは、国連危険物リストの1999番に登録されている。

### 木タール
フィンランドではかつて、木タールは「体の真ん中を真っ二つに切られた傷でさえ癒やす」と言われる万能薬と考えられていた。フィンランドのことわざでは、サウナでもウォッカでもタールでも治らないならば、その病気は手の施しようのない致命的な病気だとしている。フィンランドの伝統的な薬として木タールが使用されているのは、その殺菌作用を持つ特性のためである。木タールはヴァイキング達が船の帆と船体に使っていたと研究で発表もされたが、今日では帆は最初から防水性の合成材料で作られるため、タールは必要とされなくなった。しかしながら、木タールは古典的な木製ボートと歴史的な板葺き屋根の教会の屋根板を目張りするのに今も用いられ、同様にログハウスの外壁の塗装にも用いられている。
木タールを水で薄めてタール・ウォーターとしても利用でき、多くの用途がある。次にその例を示す。
- キャンディやアルコール飲料の風味付けとして
- 肉料理のような食べ物のスパイスとして
- サウナ用の香りとして（蒸気になって室内に放出される水に用いる）
- シャンプーのフケ防止剤として
- 化粧品の材料として